# Jessica eden
Jessica eden är en spindelart som beskrevs av Antonio D. Brescovit 1999. Jessica eden ingår i släktet Jessica och familjen spökspindlar.
Artens utbredningsområde är Venezuela. Inga underarter finns listade i Catalogue of Life.